# Zuid-Thürings voetbalkampioenschap 1911/12
In 1911/12 werd het tweede voetbalkampioenschap van Zuid-Thüringen gespeeld, dat georganiseerd werd door de Midden-Duitse voetbalbond. 
1. FC 04 Sonneberg werd kampioen en plaatste zich zo voor de Midden-Duitse eindronde. De club trad aan tegen FC Preußen Suhl. De wedstrijd werd in de eerste ronde stopgezet bij een 0-2 stand voor Suhl wegens slechte weersomstandigheden. Door tijdsgebrek gingen beide clubs naar de kwartfinale, waar de wedstrijd herspeeld werd. Nu won Sonneberg met 2-1 en plaatste zich voor de halve finale, waar ze met 6-0 verloren van SpVgg 1899 Leipzig-Lindenau. 

## 1. Klasse
| Plaats | Club               | Wed.           | W              | G              | V              | Saldo          | Ptn.           |
| ------ | ------------------ | -------------- | -------------- | -------------- | -------------- | -------------- | -------------- |
| 1.     | 1. FC 04 Sonneberg | 5              | 4              | 1              | 0              | 18:04          | 09:01          |
| 2.     | Coburger FC 1907   | 5              | 3              | 1              | 1              | 18:08          | 07:03          |
| 3.     | SC 1903 Eisfeld    | 4              | 0              | 0              | 4              | 03:14          | 00:08          |
| 4.     | FC Kronach 1908    | 2              | 0              | 0              | 2              | 02:15          | 00:04          |
| 5.     | SC 06 Oberlind     | Teruggetrokken | Teruggetrokken | Teruggetrokken | Teruggetrokken | Teruggetrokken | Teruggetrokken |

- SC 06 Oberlind trad in januari 1912 uit de bond, reeds gespeelde wedstrijden werden geannuleerd.

|  | Kampioen, geplaatst voor Midden-Duitse eindronde |
|  | Degradatie                                       |